# Beckers' IJzergieterij
Hubert C. Beckers' IJzergieterij en Kachelfabriek "St. Jozef" is een kachelfabriek en ijzergieterij te Bergen op Zoom die bestond van 1875 tot 1970.

## Geschiedenis

### Pilaar
Het bedrijf is voortgekomen uit een koperslagerij die in 1875 werd begonnen door M.C.J. Pilaar. In 1885 verhuisde het bedrijfje naar een locatie aan de Zuivelstraat die vlak bij de Sint-Gertrudiskerk was gelegen. Hiertegen had het toenmalige Hervormde kerkbestuur grote bezwaren, en bedong dat er tijdens de kerkdiensten niet gewerkt mocht worden, daar dit de godsdienstoefeningen zou kunnen verstoren.
In 1895 werd het bedrijf uitgebreid met een kachelmakerij, voorzien van een gasmotor. Aan de voorzijde was een winkel in ijzerwaren en huishoudelijke artikelen gevestigd, en de arbeiders moesten via het kelderluik en de kelder naar de fabriek. Het bedrijf, omschreven als kachelmakerij, slijperij en vernikkelinrichting, breidde regelmatig uit. Er kwamen tal van machines die voor de nodige geluidsoverlast bij de buren zorgden, die hun woning moesten ontvluchten en zich zelfs onder doktersbehandeling stellen. Aldus werd de vergunning van het bedrijf ingetrokken.

### Beckers
In 1911 werd de zieltogende onderneming, inclusief de éne overgebleven werknemer, opgekocht door Hubert Beckers. Deze nam de reeds ontslagen mensen weer in dienst en beschikte aldus over 18 medewerkers. De naam werd: Hubert C. Beckers' IJzergieterij en Kachelfabriek "St. Jozef". De winkel werd gesloten.
De kachelmakerij was afhankelijk van gietstukken die aanvankelijk uit België kwamen. Dit werd tijdens de Eerste Wereldoorlog echter geblokkeerd. Nu was hij afhankelijk van gieterij Asselbergs. De samenwerking verliep stroef, waarop Beckers besloot een eigen gieterij aan de Moerstraatsebaan te beginnen. Deze startte de productie in 1916. In 1917 werd de fabriek uitgebreid met een slijperij, een vernikkel-, lak- en emailleerafdeling. De vestiging aan de Zuivelstraat werd gesloten.
Hubert Beckers bekwaamde zich in de gieterijtechniek aan de Technische Hochschule te Aken, waar hij afstudeerde in 1930. In zijn bedrijf werkten toen 300 mensen. Men maakte siergietwerk, luidsprekervoeten voor Philips en uiteraard vulkachels, salamanderkachels, komforen, fornuizen en radiatoren. Beroemd was de haard Germaine die een robuuste laklaag had welke niet gepoetst hoefde te worden.
In 1941 werkten er 500 mensen bij Beckers, maar tijdens de Bevrijding in oktober 1944 verschansten de Duitsers zich in de fabriek, waarop deze door de Canadezen werd beschoten. Na de Bevrijding steeg de productie weer snel. In 1952 had men zelfs een kleine smeltoven, de Metallurgical Blast Cupole (MBC), gebouwd om schroot te smelten.

### Ondergang
In 1961 waren er 600 medewerkers. Men produceerde nog uitsluitend kachels en wel 50.000 tot 60.000 haarden per jaar, waarvan een deel geëxporteerd werd, voornamelijk naar België en Frankrijk. Het bedrijf adverteerde met een nieuw model kolenconvectiekachel. Doch de vondst van het aardgas deed reeds in 1962 de verkoop van kolenkachels stilvallen. Om de neergang te keren en op de markt voor gaskachels te kunnen inspelen, fuseerde men in 1966 met Becking & Bongers te Ulft en ging men verder als NV Verenigde Bedrijven Beckers, Becking en Bongers. De productie van de eveneens bij de fusie betrokken Amsterdamse gashaardenfabriek NV Velie werd naar Ulft overgebracht, de gieterij in Ulft verhuisde naar Bergen op Zoom. Van de bij de fusieonderneming werkzame 1200 medewerkers werden er 190 ontslagen, alle buiten Bergen op Zoom. Maar de productie van gashaarden, waarin weinig gietijzer werd toegepast, stagneerde. Men trachtte weer als toeleverende gieterij te gaan functioneren. In 1968 werd verlies gedraaid, in 1970 stopte het bedrijf, waardoor alleen al in Bergen op Zoom 500 werknemers op straat kwamen te staan.
In 1971 kocht de gemeente het bedrijfsterrein. Delen van het fabriekscomplex kwamen in handen van Smurfit Kappa. Een deel werd volkstuincomplex, op een ander deel kwam woningbouw. Later werd daar bodemverontreiniging geconstateerd ten gevolge van verontreinigd gieterijzand.